# Viktor Björkman
Carl Viktor Emmanuel Björkman, född 22 maj 1868 i Gävle, död 24 oktober 1931 i Lübeck, var en svensk universitetslärare och författare. Han var far till Walther Björkman.
Björkman avlade studentexamen i Gävle 1887. Efter studier i rättsvetenskap och språk i Uppsala 1889–1891 verkade han som lärare vid olika handelsinstitut i Hamburg och Lübeck, innan han 1898 grundade och blev rektor för Praktiska handelsinstitutet i Lübeck. Björkman grundade 1914 och kom därefter att leda det Svensk-tyska institutet i Lübeck och blev 1918 lektor och 1925 professor i svenska och norska vid universitetet i Rostock, där hans bibliotek finns inkorporerat i universitetsbibliotekets samlingar. Björkman utgav flera litteraturhistoriska arbeten; hans specialområde var spansk-amerikansk litteratur. Han arbetade även för svenskheten i utlandet, bland annat genom grundandet av svenska föreningar och studiecirklar i flera tyska städer.